# José Pereira Pinto
José Pereira Pinto (Lagos - 30 janvier 1794 à Rio de Janeiro) fut un fonctionnaire colonial portugais du XVIIIe siècle, gouverneur de la capitainerie de Santa Catarina du 7 juillet 1786 au 17 janvier 1791.